# Janvier Yahouédéou
François Janvier Yahouédéou (* 1. Januar 1962 in Ouinfa) ist ein beninischer Unternehmer und Politiker.

## Leben
Yahouédéou wurde am 1. Januar 1962 in Ouinfa geboren. Auf das Abitur im Jahr 1982 folgten 1983 der Militärdienst und ein erstes Universitätsstudium, das er 1986 abschloss. Daraufhin bildete er sich mit einem Master in Wirtschaftsinformatik (1988) und einer Promotion in Informatik im Bereich „Künstliche Intelligenz“ weiter. Während des Masterstudiums gründete er im Alter von 25 Jahren sein erstes Unternehmen Master Soft in Frankreich. 1990 entwickelt und verkauft er unter dem Label „Master Systems“ tropentaugliche Computer. Mitte der 1990er Jahre ergänzt er die Master-Soft-Gruppe um eine Filmabteilung (1994) und ruft die die „Master Schools“ ins Leben (1997), eine Weiterbildungseinrichtung auf akademischem Niveau. Zwei Jahre der Liberalisierung des Rundfunks in seinem Heimatland gründet er 1999 Hörfunksender Radio Planète.
Bei der Präsidentschaftswahl 2006 wie auch der Folgewahl 2011 trat Yahouédéou als Kandidat an. Bei der Parlamentswahl 2007 errang er für die Partei Forces Cauris pour un Bénin émergent ein Mandat für die Nationalversammlung.
Über die Zeit betätigte sich Yahouédéou zudem als Autor. Zwischen 1988 und 1992 veröffentlichte er eine Reihe von technischen Büchern und 2002 und 2006 drei politische Bücher.

## Veröffentlichungen (Auswahl)
- Techniques de programmation en C : les structures de données, Sybex, Paris 1988
- Techniques de programmation en C : les communications en réseaux, Sybex, Paris 1989
- C et Turbo C structures de données, Sybex, Paris 1990
- Les Vraies Couleurs du Caméléon, Planète communications, Cotonou 2002
- Crépuscule d'un Dictateur, Planète communications, Cotonou 2003
- État d'urgence : après la descente aux enfers d'une république, Planète communications, Cotonou 2006